# 白山神社 (宇治市)
白山神社（はくさんじんじゃ）は京都府宇治市白川娑婆山にある神社である。金色院の鎮守社として、1146年（久安2年）に加賀の白山神を勧請したのが始まり。金色院は、焼失、再建ののち衰えるが、白山神社は残った。

## 祭神
- 伊邪那美[2]

## 歴史
白山神社は、790年（延暦9年）に疱瘡が流行した際に、その治癒を願って建てられたと伝えられる。
その後1102年（康和4年）に後冷泉天皇の皇后、四条宮寛子により白川金色院が建立され、1146年に白山神社が勧請された。これは白山神社が金色院の鎮守社となったことを意味するといわれる。
その後、1460年（長禄4年）に金色院が炎上したが1463年（寛正4年）に『白川別所金色院勧進状』が発布され、1467年（文正2年/応仁元年）に金色院は再建された。この間、白川の人々は白山神社を信仰の対象としていた。

## 祭事
毎年10月18日に秋祭りが行われるが、この祭礼に先立ち、18日未明「百味の御食（おんじき）」と呼ばれる神饌が供えられる。百味とは、山林田畑でとれる食物のことをいう。
百味の種類には次のようなものがある。
- 稲穂（大正餅・琵琶光・日本晴・こしひかりなど）
- 豆類（金時豆・黒豆・大豆など）
- 芋類（さつまいも・自然薯・むかご・馬鈴薯など）
- きのこ類（椎茸・松茸など）
- 種実類（栗・銀杏・胡桃）
- 果実類（柿・梨・みかん・棗・鷹の爪・柚子・橙・野葡萄・ザクロ・花梨など）
- 野菜類（大根・百合根・菊菜・水菜・ごぼう・茄子・蓮根・トマトなど）

また、この神饌には、茶の枝が含まれている。茶の枝は、元来は含まれていなかったが、1970年（昭和45年）頃、神事の当番（「当屋」または「御膳番」という）が白川はお茶の産地であることから提案しはじまった。茶の品種では、あさひ、京みどり、ごこう、やぶきた、こまかげ、さみどりなどがあった。神饌に茶が含まれるのは、宇治の地域性を示す貴重なものである。
調製は、30cmから40cmに切ったマンボの茎に百味をつきさしたものを、南瓜の台にさしこんでたてる。
7月18日には、砂持ちや拝殿の障子の張替が行われる。砂持ちでは、参道に寺川から上げられた砂が運ばれてまかれる。社前には、三角錐状の「清め砂（立砂）」が2組作られる。

## 建物
拝殿
1277年（建治3年）建立。桁行三間、梁間三間、一重、寄棟造、茅葺。住宅様式。重要文化財指定番号00548。指定年月日1910年（明治43年）8月29日。
拝殿内部の床は拭板敷（ぬぐいいたじき）、柱間は、吹寄桟の腰高障子。天井は折上小組格天井。この折上小組格天井の折上部分の枝輪が4本のみである。拝殿は宇治離宮の建物であったという説がある。
本殿
流れ造り。屋根は檜皮葺。

## 文化財

### 重要文化財
- 拝殿（上述）。
- 木造伊邪那美尊坐像[15]。
- 木造十一面観音立像[16]。

## 自然
1995年（平成7年）、「京都の自然二百選」の歴史的自然環境部門に選定される。宇治川から神社までの通称「もみじ谷」には、ツブラジイ、シリブカガシ、クスノキ等が繁る。秋にはイロハカエデの群生が紅葉する。

## 境内社
- 阿多古神社
- 春日大社
- 石清水八幡宮
- 北野天満宮

## ギャラリー

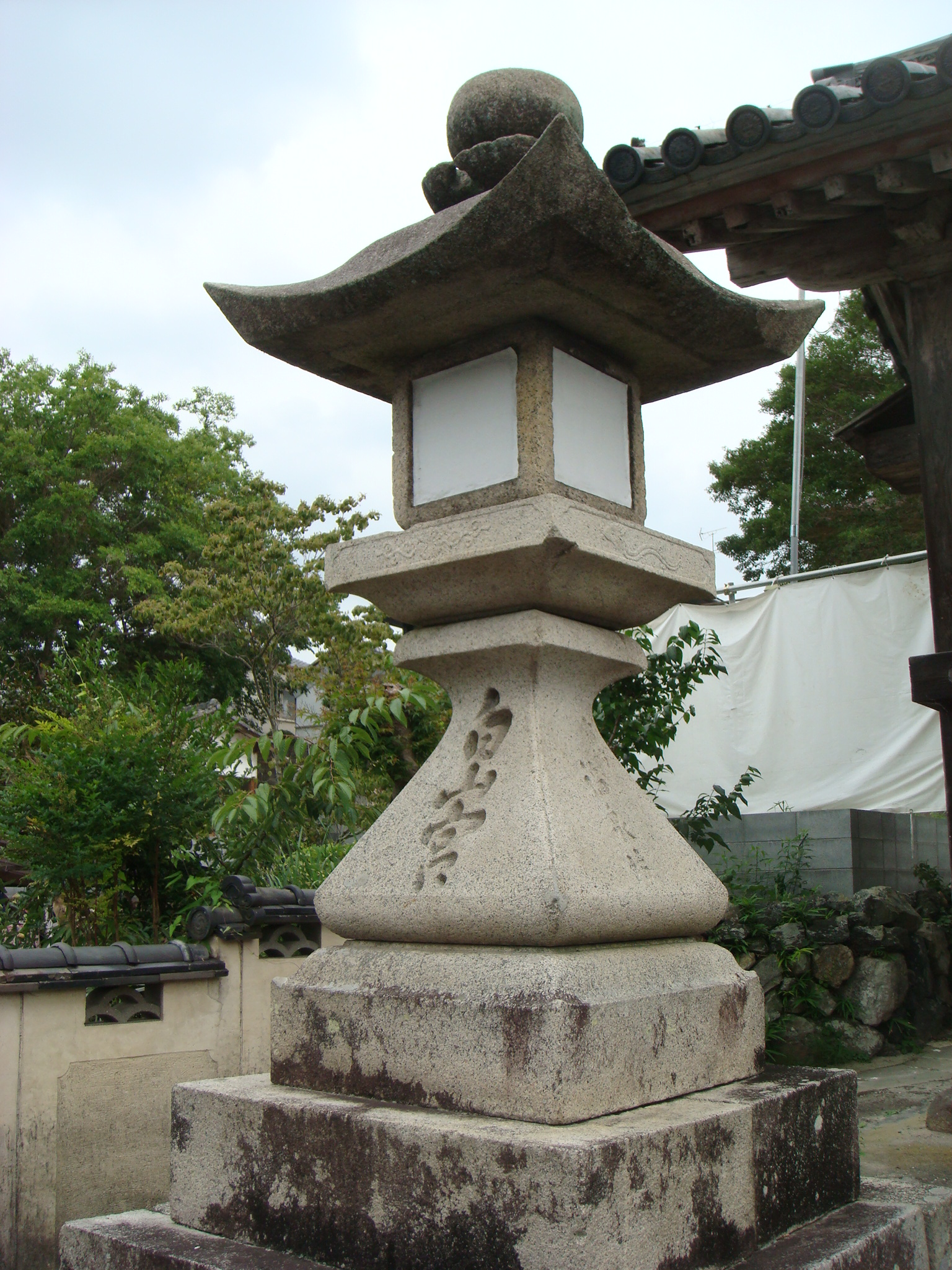
燈籠
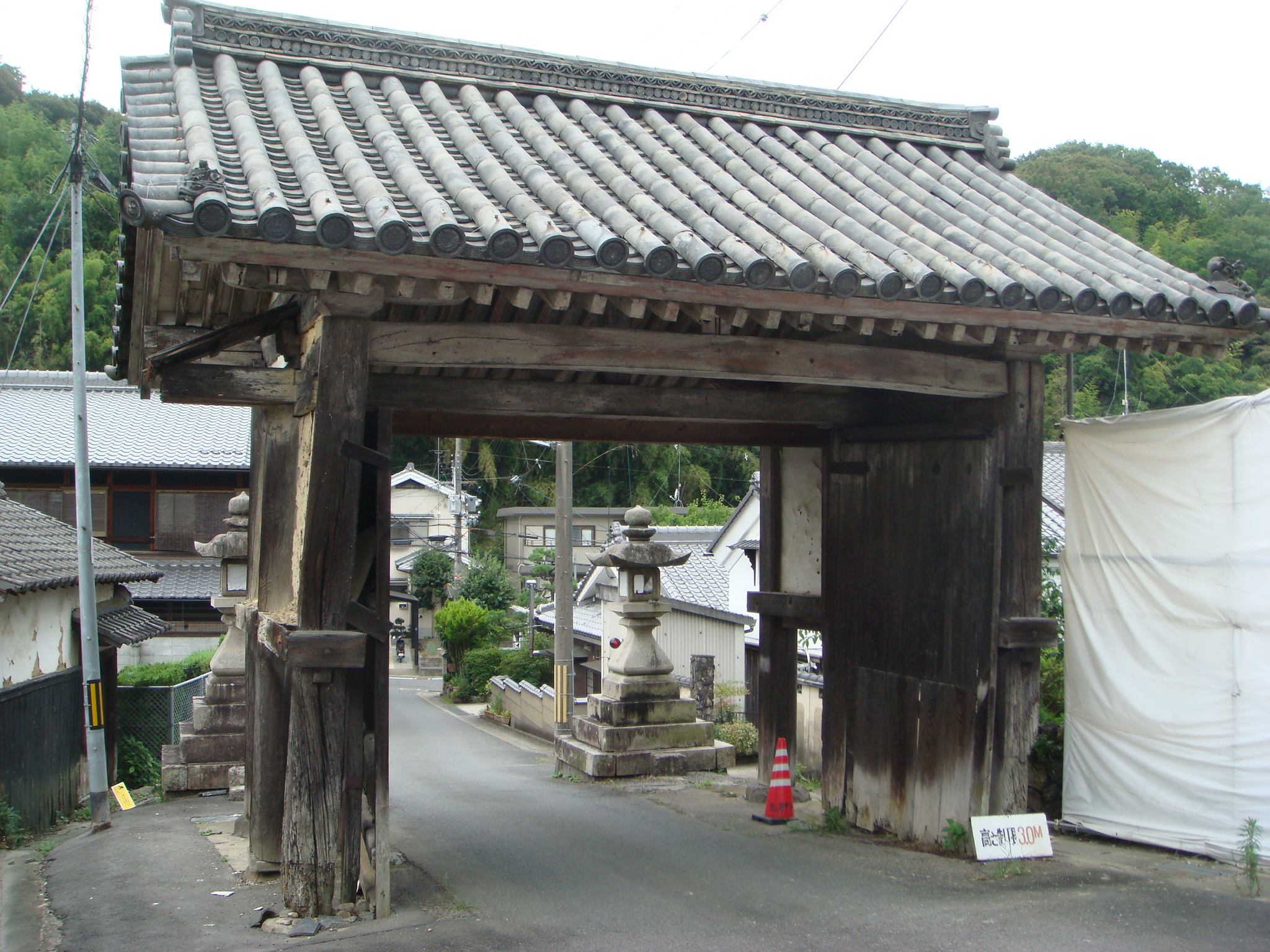
総門
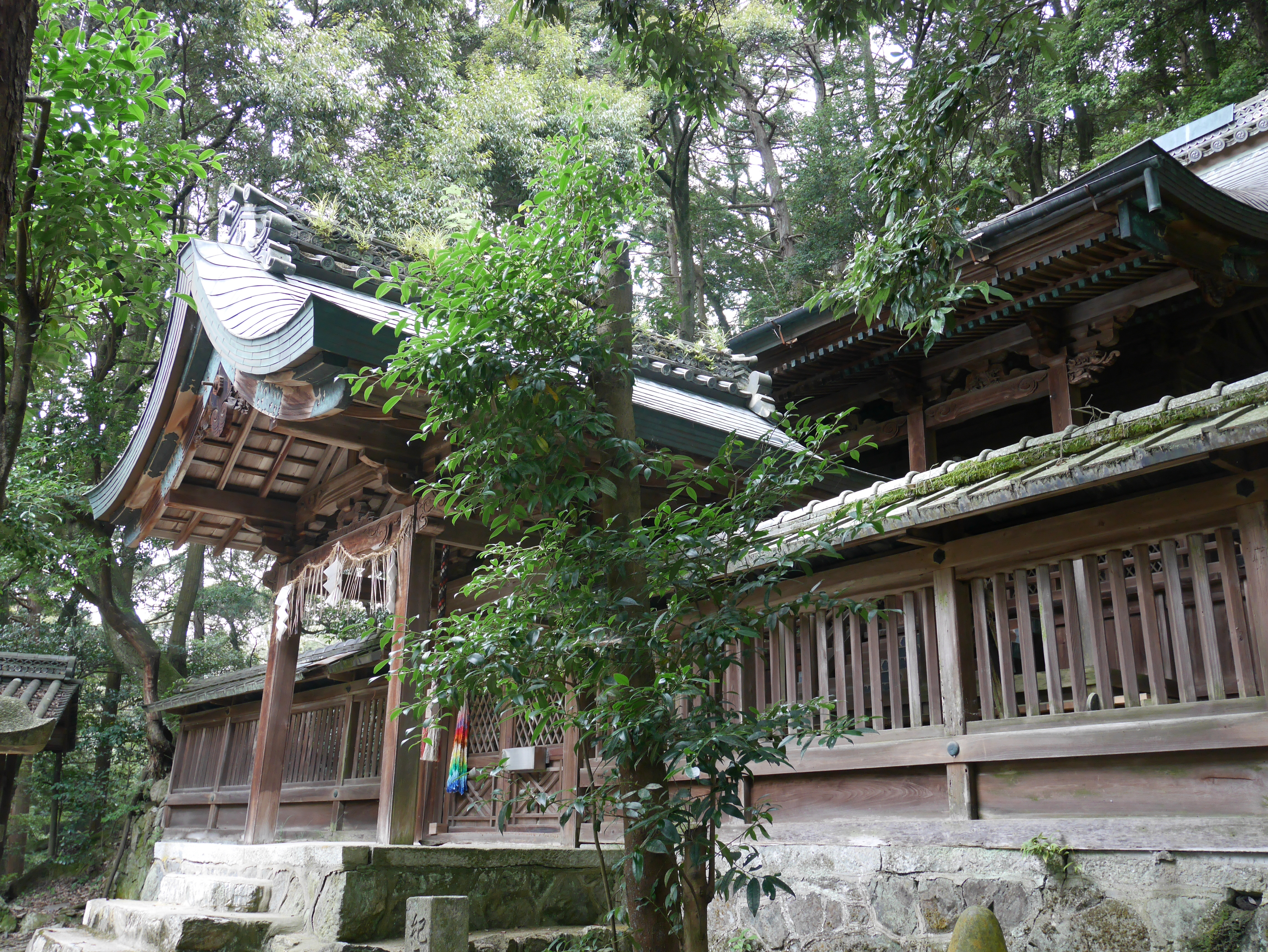
本殿
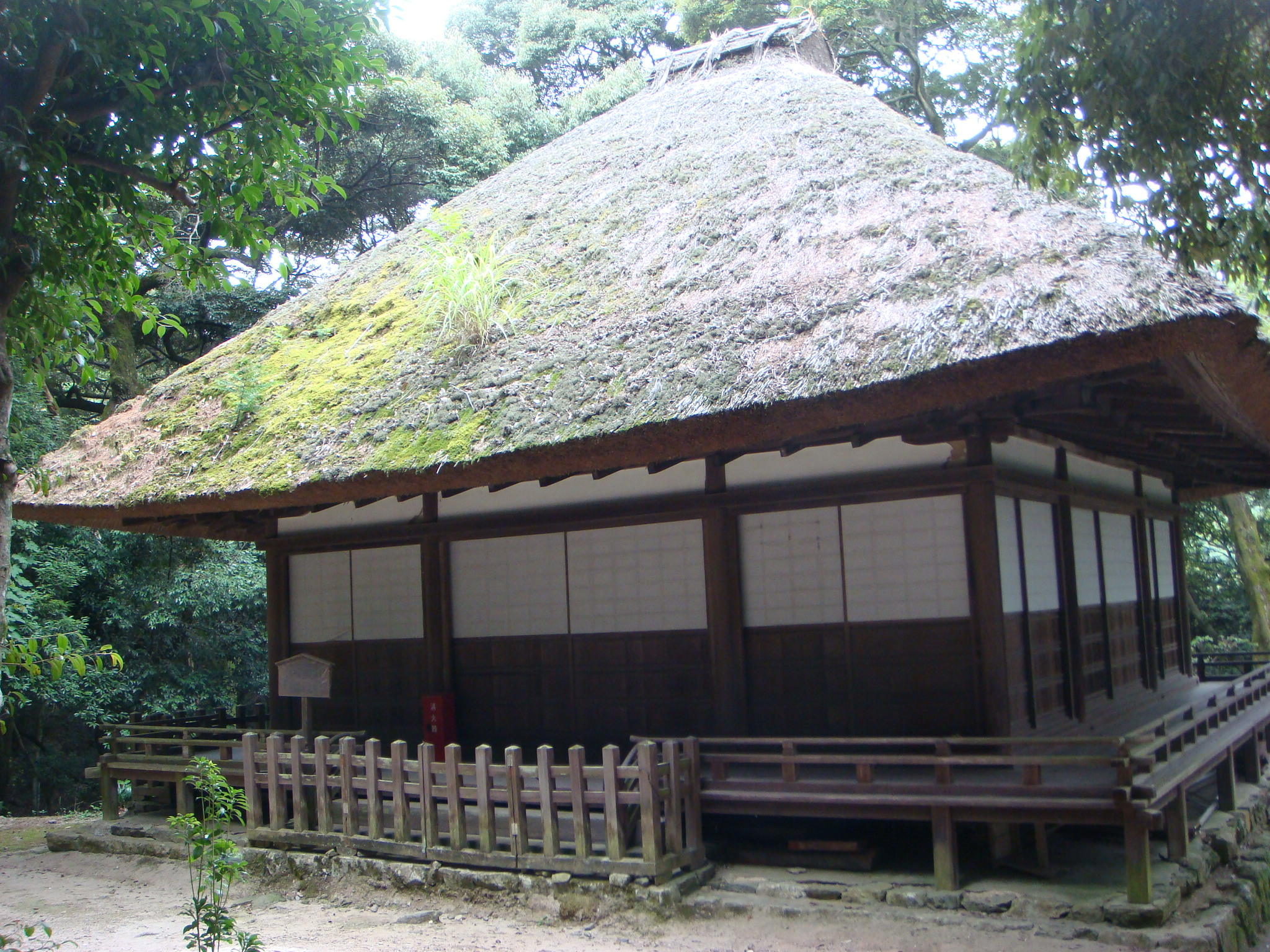
拝殿
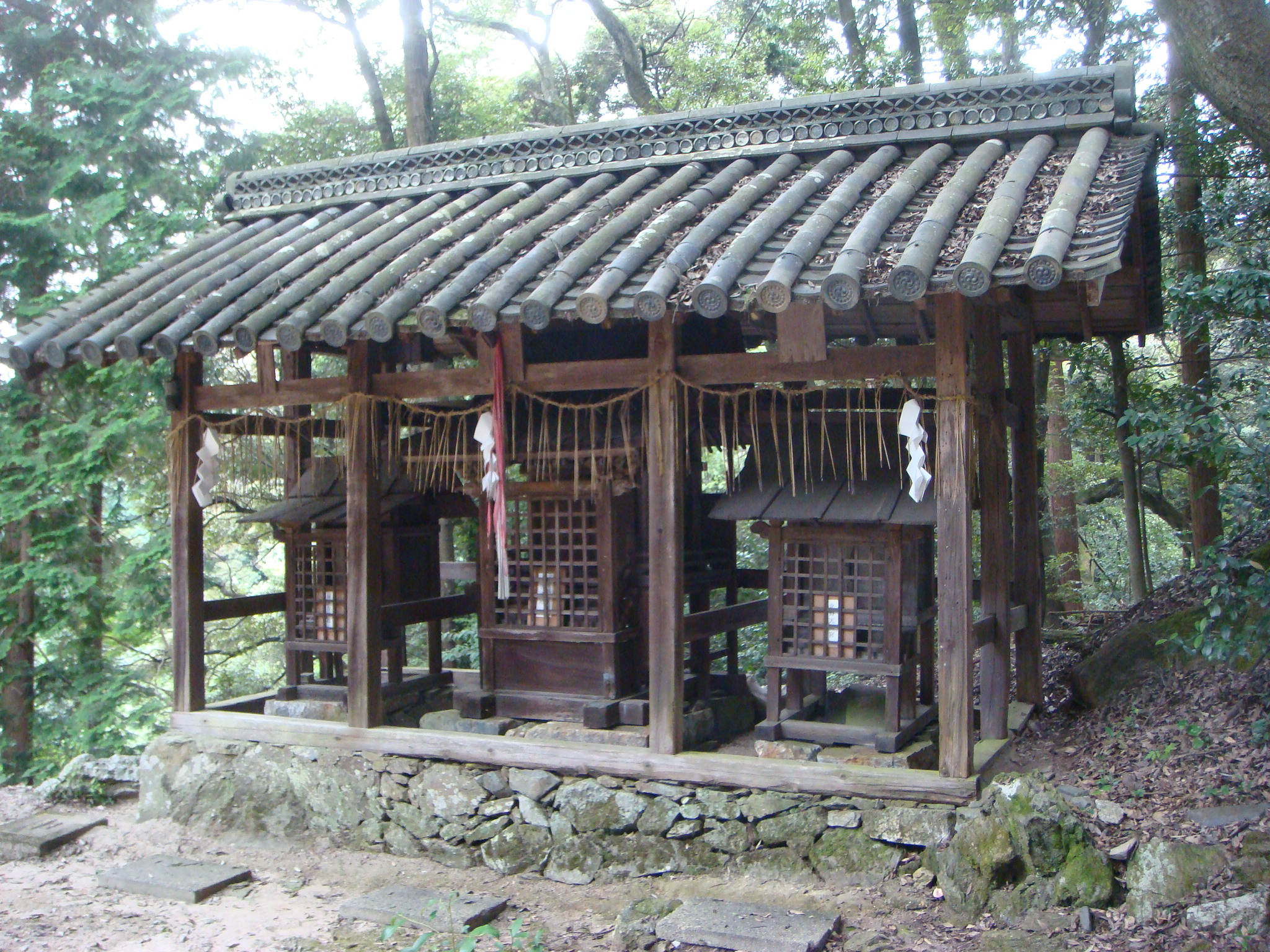
境内社
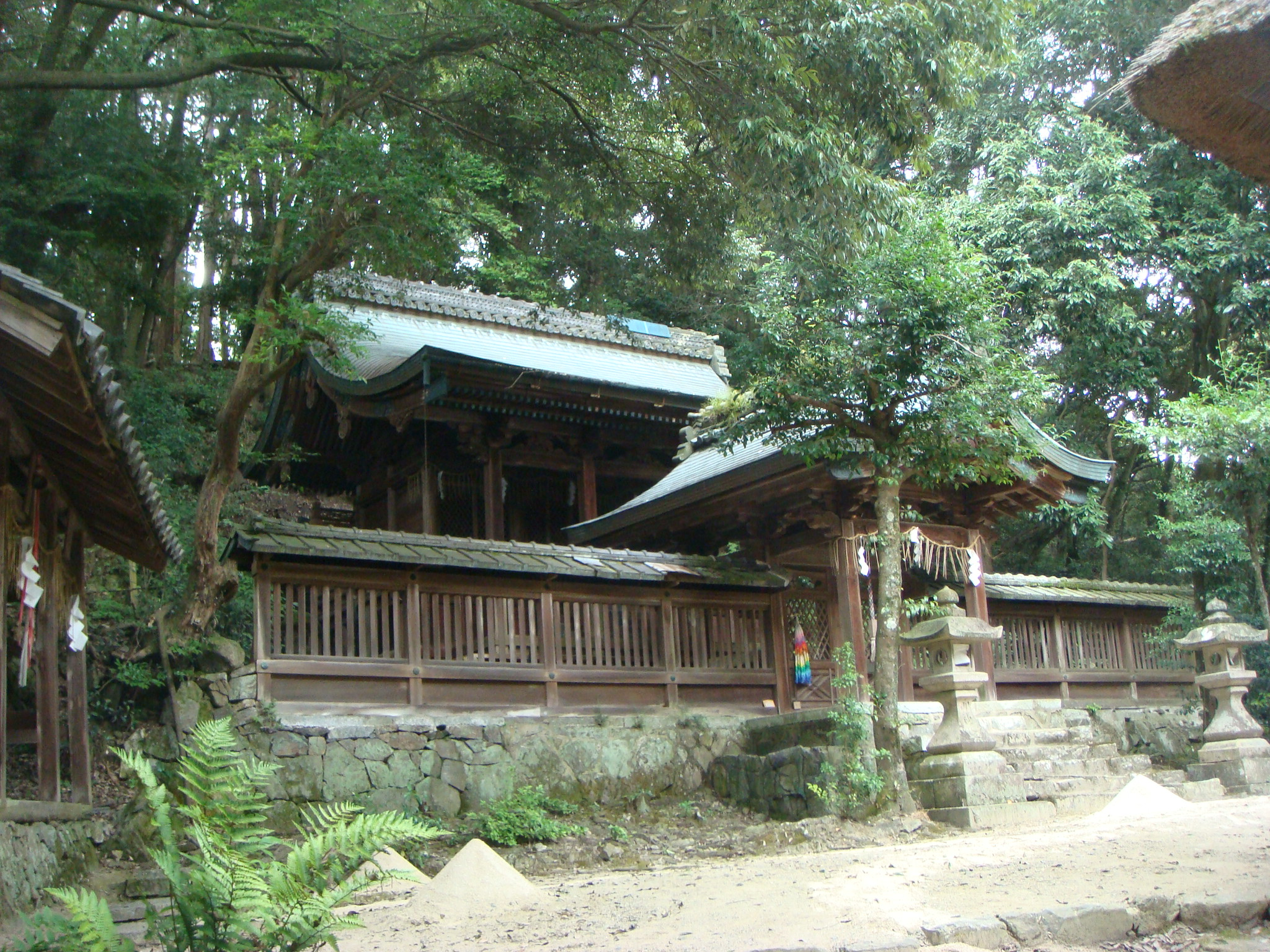
本殿前の清め砂
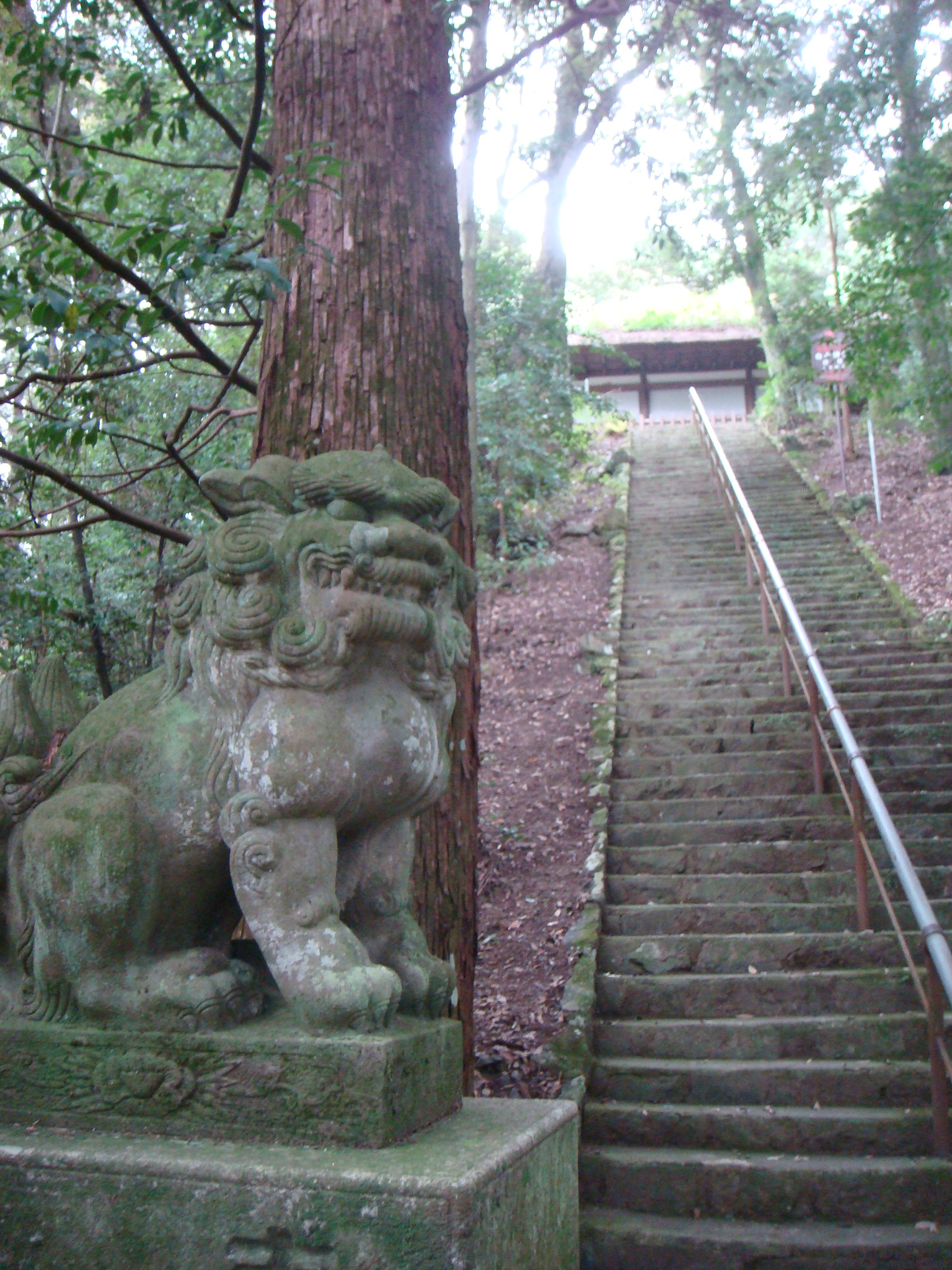
拝殿、本殿へ至る階段

## アクセス
- JR奈良線 - 宇治駅から徒歩約40分

宇治川沿いの天ヶ瀬ダム手前の府道3号から車で約3分